# Registrul-jurnal
Registrul-jurnal este un document contabil obligatoriu în care se înregistrează, în mod cronologic, toate operațiunile economico-financiare. 
Operațiunile de aceeași natură, realizate în același loc de activitate pot fi recapitulate într-un document centralizator, denumit jurnal auxiliar, care stă la baza înregistrării în Registrul-jurnal. 
Orice înregistrare în Registrul-jurnal trebuie să cuprindă elemente cu privire la:
- felul documentului justificativ
- numărul documentului justificativ
- data documentului justificativ
- explicații privind operațiunile respective și conturile sintetice debitoare și creditoare în care s-au înregistrat sumele corespunzătoare operațiunilor efectuate.